# Ciríaco Elias Chavara
Ciríaco Elias Chavara (em hindi:  Kuriakose Elias Chavara) É co-fundador e primeiro prior-geral da Congregação dos Carmelitas de Maria Imaculada, a primeira congregação para homens da Igreja Católica Siro-Malabar, e da sua congregação-irmã, para mulheres, as Irmãs da Mãe do Carmelo.

## Vida e obras
Ingressou no seminário em 1818. Ordenou-se sacerdote em 1829. Fundou o primeiro convento da sua Congregação em Mannanam em 1831. Colaborou também na fundação do Instituto das Irmãs da Mãe do Carmelo, em 1866. Foi Prior Geral da Igreja Católica Siro-Malabar a partir de 1861. Opôs-se ao Cisma de Mar Rokos. Dedicou-se à renovação espiritual da comunidade cristã siro-malabarense. Foi, antes de tudo, um homem de oração. Sentiu um ardente amor a Jesus Sacramentado e tinha uma grande devoção à Virgem Maria Imaculada.
Morreu em 1871, com 66 anos. Foi sepultado na Igreja do Bom Pastor de Kattayam. O Papa João Paulo II beatificou-o no dia 8 de fevereiro de 1986. O Papa Francisco o canonizou em 23 de novembro de 2014 em cerimônia na praça de São Pedro no Vaticano.
A sua memória litúrgica é celebrada no dia 3 de janeiro.